# Académie islamique Darul Huda
Darul Huda est une institution non accréditée pour les diplômes située au Kerala, en Inde. 